# Agustín Dorantes
Agustín Dorantes Lámbarri (n. Santiago de Querétaro, Querétaro, México; 25 de agosto de 1986) es un político y abogado mexicano miembro del Partido Acción Nacional (PAN). Actualmente se desempeña como senador del Congreso de la Unión en las legislaturas LXVI y LXVII.

## Primeros años
Nació el 25 de agosto de 1986 en Santiago de Querétaro, Querétaro, México, hijo de Agustín Dorantes García y María de los Ángeles Lámbarri Malo. Es licenciado en Derecho y egresado de la Maestría en Gestión e Innovación Pública por la Universidad Autónoma de Querétaro (UAQ). Desde joven, mostró interés en la política, influenciado por su padre, quien tenía vínculos con la Confederación Patronal de la República Mexicana (COPARMEX), una institución que promovía transparencia electoral.

## Trayectoria
Dorantes se afilió al Partido Acción Nacional (PAN) en 2006 y se convirtió en militante activo al año siguiente. Su experiencia incluye haber sido secretario privado del presidente municipal Francisco Domínguez Servién entre 2009 y 2012. Posteriormente, trabajó como asesor legislativo en el Senado de la República desde 2012 hasta 2015.
Entre octubre de 2015 y marzo de 2018 ocupó el cargo de Secretario de Desarrollo Social del estado de Querétaro. Más tarde fue diputado local por el Distrito IV entre los años 2018 y 2021. En octubre del año siguiente volvió a asumir como Secretario estatal hasta su elección para el Senado federal para las elecciones del año siguiente.
Actualmente es senador por Querétaro para las sesiones legislativas correspondientes a partir del año electoral mencionado anteriormente.

## Secretario de Desarrollo Social de Querétaro

### 2015-18
Durante su primer mandato como Secretario de Desarrollo Social del estado de Querétaro en el gobierno de Francisco Domínguez Servién, Agustín Dorantes Lámbarri implementó políticas y programas destinados a mejorar las condiciones sociales en el estado. Uno de los programas fue «Hombro con Hombro por tu Vivienda», cuyo objetivo era mejorar las condiciones habitacionales para familias. Este programa apoyaba la formación del patrimonio familiar mediante la construcción o mejoramiento de viviendas.

### 2021-24
Durante su segundo período como Secretario de Desarrollo Social del estado de Querétaro en el gobierno de Mauricio Kuri, desde octubre de 2021 hasta el 3 de diciembre de 2023 para postularse para el Senado y siendo reemplazado por Diana Yadira Pérez Mejía, Agustín Dorantes Lámbarri implementó políticas y programas que tuvieron un impacto significativo en la reducción de la pobreza en el estado. Durante su gestión, se logró disminuir notablemente la pobreza en Querétaro. Según sus declaraciones, más de un cuarto de millón de personas fueron sacadas de esta condición.

## Senador (2024-30)
En las elecciones federales de 2024, fue elegido senador de la República para el periodo 2024-2030. Durante su gestión, ha formado parte de diversas comisiones legislativas en el Senado de la República, abordando temas como justicia, gobernación, seguridad, innovación tecnológica y energía.
Desde el 24 de septiembre de 2024, se desempeña como secretario de la Comisión de Energía, donde participa en la discusión y análisis de políticas energéticas, regulación del sector y desarrollo de fuentes renovables en México. También es secretario de la Comisión de Radio, Televisión y Cinematografía, colaborando en la regulación de los medios de comunicación y la industria audiovisual del país.
Además, es integrante de diversas comisiones clave:
- Comisión de Comunicaciones y Transportes (desde el 29 de septiembre de 2024), donde trabaja en la modernización y regulación del transporte terrestre, marítimo y aéreo, así como en el desarrollo de infraestructura de telecomunicaciones.
- Comisión de Recursos Hídricos e Infraestructura Hidráulica (desde el 29 de septiembre de 2024), enfocada en la gestión y distribución del agua en el país, promoviendo iniciativas para su acceso y sustentabilidad.
- Comisión de Seguridad Pública (desde el 3 de octubre de 2024), donde contribuye a la formulación de políticas y estrategias para el fortalecimiento de la seguridad en México.
- Comisión de Análisis, Seguimiento y Evaluación sobre la Aplicación y Desarrollo de la Inteligencia Artificial en México (desde el 8 de octubre de 2024), donde examina el impacto y regulación del uso de la inteligencia artificial en distintos sectores.
- Comisión de Innovación e Inteligencia Artificial (desde el 8 de octubre de 2024), con la finalidad de impulsar el desarrollo tecnológico y normativo de la inteligencia artificial en el país.[8]